# Атомне впорядкування
Атомне (атомно-вакансійне) впорядкування (англ. atomic (atomic-vacancy) ordering) — метод формування  наноструктури в компактних і дисперсних  твердих розчинах (сплавах) і  нестехіометричних сполуках, заснований на використанні структурного фазового переходу «безлад-порядок», що є результатом перерозподілу взаємозамінних компонентів (атомів різного сорту або атомів і вакансій) по вузлах  кристалічної решітки твердого розчину заміщення.

## Опис
Впорядкування використовується як метод створення наноструктури в компактних і дисперсних твердих розчинах (сплавах) AyB1-yі нестехіометричних сполуках MXy (M — перехідний d-метал, X = C, N, O, y <1,0) за допомогою  фазових перетворень «безлад-порядок» першого роду, що відбуваються зі зміною обсягу. Процес упорядкування є  дифузійним, і тому перетворення відбувається не миттєво, а протягом кількох десятків хвилин або годин. При охолодженні від температури синтезу до кімнатної температури твердий розчин або нестехіометричні сполуки переходять через температуру впорядкування. Через відмінності параметрів решітки невпорядкованої і впорядкованої фаз в речовині виникає напруга, що може призводити до розтріскування  кристалітів по межах розділу невпорядкованої і впорядкованої фаз.